# Santa Cruz (San Félix)
Santa Cruz es un corregimiento del distrito de San Félix en la provincia de Chiriquí, República de Panamá. La localidad tiene 416 habitantes (2010).